# Fundación Migres
La Fundación Migres es una fundación privada sin ánimo de lucro creada en 2003 por iniciativa de la Consejería de Medio Ambiente de la Junta de Andalucía para el seguimiento de la migración de aves en el estrecho de Gibraltar.

## Composición
El primer Patronato lo constituyeron:
- La Delegación Provincial de Medio Ambiente de Cádiz
- La Diputación Provincial de Cádiz
- La Universidad de Cádiz
- La Asociación Eólica de Tarifa
- La Sociedad Española de Ornitología
- La Empresa de Gestión Medioambiental S.A.(EGMASA)
- La Asociación de Grandes Industrias del Campo de Gibraltar
- La Subdelegación del Gobierno del Campo de Gibraltar
- La Universidad de Sevilla
- La Asociación Naturaleza y Turismo Rural en el Estrecho (NATURES)
- Ecologistas en Acción
- Ayuntamiento de Tarifa
- Ayuntamiento de Algeciras
- Miguel Ferrer Baena (Presidente)

En 2005, Ecologistas en Acción y SEO-BirdLife abandonaron el patronato de la Fundación por desacuerdos con su dirección.

En 2012 se incorporó como patrono el grupo Magtel, quien contrató a la Fundación Migres para asesorarle en el concurso de adjudicación de la mina de Aznalcóllar. En marzo de 2015, el consorcio formado por Minorbis (filial de Magtel) y Grupo México ganó el concurso y la junta de Andalucía le adjudicó los derechos de explotación de la mina por un periodo de 30 años.

## Objetivos
El objetivo principal de la fundación es el seguimiento de la migración de aves rapaces en el estrecho de Gibraltar. Otros objetivos relacionados son la colaboración entre distintos colectivos acerca de la migración, la promoción de la investigación científica la potenciación del desarrollo sostenible y la formación.

## Trabajos
Entre los trabajos de la Fundación Migres se incluyen tanto asesorías como estudios sobre conservación.

### Asesorías
La Fundación Migres ha trabajado como organismo asesor de proyectos con grandes impactos ambientales como Mina Cobre Las Cruces, la mina de Aznalcóllar para el grupo Magtel o el dragado del Guadalquivir para el Puerto de Sevilla.

### Otros proyectos
Algunos de los estudios y proyectos de investigación que lleva a cabo la Fundación están incluidos dentro de las medidas compensatorias financiadas por las empresas responsables de grandes impactos ambientales.
Es el caso del proyecto de más de 145.000 € para "Ampliar el conocimiento científico del Estuario del Guadalquivir: Determinación de los efectos de las actuaciones humanas asociadas al río Guadalquivir”, pagado por el Puerto de Sevilla.
La Fundación Migres, es responsable de la dirección científica del Proyecto de Reintroducción del Águila Pescadora en Andalucía, iniciativa cofinanciada por la Consejería de Obras Públicas y Transportes en el marco del programa de Medidas Compensatorias de la autovía A-381 Jerez-Los Barrios.
En 2003 Energías de Portugal y los restantes miembros de la Asociación Eólica de Tarifa (miembro del Patronato de Migres) firmó un acuerdo con la Fundación Migres para elaborar el proyecto de medidas compensatorias de los parques eólicos de la Janda.
Migres firmó en 2005 un convenio con Red Eléctrica para desarrollar las medidas compensatorias de la instalación de un segundo cable submarino entre la península ibérica España y Marruecos (Proyecto REMO). Las medidas incluían el estudio de diferentes alternativas de uso sostenible de los recursos ambientales y culturales de la Isla de las Palomas, un documental sobre las migraciones en el Estrecho de Gibraltar, actividades para la conservación de ríos y arroyos costeros, evaluación de la influencia de actividades subacuáticas en los fondos marinos y el análisis socioeconómico de la industria de la observación de cetáceos en Andalucía.